# Premio Dickson
El Dickson Prize in Medicine (Premio Dickson en Medicina) y el Dickson Prize in Science (Premio Dickson en Ciencia) fueron establecidos en 1969 por Joseph Z. Dickson y Agnes Fischer Dickson. En el 2006, 11 de los ganadores de dichos premios han ganado también el Premio Nobel.

## Premio Dickson en Medicina
El Premio Dickson en Medicina es entregado anualmente por la Universidad de Pittsburgh, reconociendo aquellas aportaciones que han realizado un significante y progresiva contribución a la medicina. El premio incluye una dotación de 50.000 $, una medalla de bronce, y una Dickson Prize Lecture. 
- 1971: Earl W. Sutherland Jr.
- 1972: Solomon A. Berson y Rosalyn S. Yalow
- 1973: John H. Gibbon Jr.[2]
- 1974: Stephen W. Kuffler
- 1975: Elizabeth F. Neufeld
- 1976: Frank J. Dixon
- 1977: Roger Guillemin
- 1978: Paul Greengard
- 1979: Bert W. O'Malley
- 1980: David H. Hubel y Torsten N. Wiesel
- 1981: Philip Leder
- 1982: Francis H. Ruddle
- 1983: Eric R. Kandel
- 1984: Solomon H. Snyder
- 1985: Robert C. Gallo
- 1986: J. Michael Bishop
- 1987: Elvin A. Kabat
- 1988: Leroy E. Hood
- 1989: Bernard Moss
- 1990: Ernst Knobil
- 1991: Phillip A. Sharp
- 1992: Francis Sellers Collins
- 1993: Stanley B. Prusiner
- 1994: Bert Vogelstein
- 1995: Ronald M. Evans
- 1996: Philippa Marrack
- 1997: Ed Harlow y Eric Steven Lander
- 1998:  Richard D. Klausner
- 1999: James E. Darnell Jr.
- 2000: Elizabeth H. Blackburn[3]
- 2001: Robert G. Roeder[4]
- 2002: C. David Allis[5]
- 2003: Susan L. Lindquist[6]
- 2004: Elaine Fuchs[7]
- 2005: Ronald W. Davis[8]
- 2006: Roger D. Kornberg[9]
- 2007: Carol W. Greider[10]
- 2008: Randy W. Schekman[11]
- 2009: Victor Ambros[12]
- 2010: Stephen J. Elledge
- 2011: J. Craig Venter
- 2012: Brian J. Druker
- 2013: Huda Y. Zoghbi[13]
- 2014: Jeffrey I. Gordon[14]
- 2015: Karl Deisseroth[15]
- 2016: Jennifer Doudna
- 2017: David M. Sabatini
- 2018: Bonnie Bassler
- 2019: Ruslan Medzhitov
- 2020: James J. Collins